# Éric Vivier
Pour les articles homonymes, voir Vivier.
Éric Vivier  est docteur en médecine vétérinaire et docteur en sciences. Il est professeur d’immunologie à Aix-Marseille et praticien hospitalier à l’Assistance publique - Hôpitaux de Marseille. Il est directeur scientifique d’Innate Pharma, et président du Paris-Saclay Cancer Cluster, 1er biocluster retenu par le gouvernement français dans le cadre du programme France 2030,. Il est également professeur à l'École Polytechnique.

## Biographie
Éric Vivier est né à Clamart.
Diplômé de l’école nationale vétérinaire de Maisons-Alfort (médaille d'argent), Éric Vivier est titulaire d'un doctorat d'immunologie de l'université Paris-XI. En 1993, après un séjour post doctoral, comme membre du Fogarty International Center Research, à Harvard Medical School (au sein du Dana-Farber Cancer Institute), il a rejoint le Centre d'immunologie de Marseille-Luminy, qu'il dirigea de 2008 à 2017,,.
Éric Vivier est également l’un des quatre immunologistes dont les recherches ont conduit à la création de la société biopharmaceutique Innate Pharma, (1999) et l’un des fondateurs de Marseille Immunopôle, (2014), un cluster d’immunologie rassemblant tous les acteurs de la recherche fondamentale, de l’innovation thérapeutique et du développement industriel de la métropole d'Aix-Marseille-Provence.
Éric Vivier devient en janvier 2018, directeur scientifique d’Innate Pharma, en complément de ses activités académiques. En 2022 il prend la présidence du PSCC (Paris Saclay Cancer Cluster),, désigné en décembre 2022 premier lauréat de l’appel à manifestation d'intérêt « Biocluster » du programme France 2030 lancé par le Gouvernement français en faveur de l’investissement, de l’innovation et de la ré-industrialisation.

## Apports scientifiques
Éric Vivier a contribué à la compréhension des mécanismes moléculaires qui règlent le développement et la fonction des cellules lymphocytes NK, et ouvert la voie à leur manipulation thérapeutique. Il a aussi permis l’identification et la caractérisation de certaines sous populations de cellules innées lymphoïdes (ILCs), chez la souris et l’homme. En retour, ses découvertes ont eu de profondes répercussions sur le domaine jusqu’alors émergent de l’immunité innée,,,.
Ses premiers travaux ont ainsi permis de décrypter le mode d'action des récepteurs inhibiteurs du CMH de classe I exprimés sur les cellules NK et d’étendre le concept des récepteurs à ITIM à de multiples types cellulaires et fonctions biologiques. En parallèle, son groupe a identifié un polypeptide à motif ITAM (KARAP/DAP12/Tyrobp) qui conditionne l’activation des cellules NK.
Auteur de plus de 300 articles scientifiques, Éric Vivier est membre des comités de lecture de journaux scientifiques de référence, du panel d’experts du Conseil européen de la recherche et siège au comité scientifique de plusieurs sociétés pharmaceutiques et instituts,,
Éric Vivier a écrit avec Marc Daëron son livre L'Immunothérapie des cancers: Histoire d'une révolution médicale,, (Édition Odile Jacob, le 2 janvier 2019).

## Décorations
- Chevalier de la Légion d'honneur (2017)[29]
- Officier de l'ordre national du Mérite (2021)[30]
- Officier de l'ordre des Palmes académiques (2024)[31]

## Prix et distinctions
- Prix de La Ligue nationale contre le cancer (en 1996, 2004 et 2013[32]),
- Prix Tremplin-Sénat et Rhône-Poulenc des start-ups du secteur des biotechnologies (1999),
- Prix Lucien-Tartois de la Fondation pour la recherche médicale (1999)[33],
- Prix Jacques-Oudin de la Société française d’immunologie (2003)[34],
- Prix EFIS de la Société allemande d’immunologie (2004)[35],
- Grand Prix Turpin d’oncologie (2010)[36],
- Grand Prix Charles Oberling d’oncologie (2011)[37],
- Conférencier invité de la Société australienne d’immunologie (2015)
- Sélection Thomson Reuters des chercheurs les plus cités au monde (2015, 2016, 2017)[38],[1]
- Lauréat du European Research Council (ERC)[39]: Advanced Grants (2011-2016 et 2017-2022), Proof of Concept Grant (2019-2021) et Synergy Grant (2024-2030)
- Sélectionné dans les Highly Cited Researchers 2015, 2016, 2017, 2018, 2019, 2020, 2021, 2022 et 2023 de Clarivate Analytics[40],[41]
- Docteur honoris causa de l'université de Liège[42]
- Membre de l'Académie Royale de Médecine de Belgique (2021)[43]
- Prix de la Fondation ARC Léopold Griffuel (2025)[44],[45]

Depuis 2007, Éric Vivier est membre senior de l’Institut universitaire de France. Il a également été élu en 2013 à l’Académie nationale de médecine.
En 2016, il a été fait citoyen d’honneur de la ville de Cassis et ambassadeur de la ville de Marseille.

## Fonctions
- Directeur scientifique, vice-président Senior de la Société d’Innate Pharma[2].
- Président du Paris Saclay Cancer Cluster (PSCC)[3],[48].
- Professeur d’Immunologie à la faculté de médecine de Marseille, Assistance publique - Hôpitaux de Marseille[1].
- Responsable de l’équipe de recherche « Cellules NK cells et immunité innée » au CIML.
- Professeur à l'École Polytechnique[5]

## Membre
- 1996 : Institut universitaire de France
- 2011 : European Academy of Tumor Immunology
- 2013 : Académie nationale de médecine
- 2019: EMBO[49]
- 2019 : Société philomathique de Paris[50]